# Banksia burdettii
Banksia burdettii es una especie de arbusto del género Banksia. Se trata de una especie endémica de Australia, donde su distribución se da en el estado de Australia Occidental. Fue nombrada y descrita por el botanista británico Edmund Gilbert Baker en 1934.

## Descripción
Esta especie de arbusto perenne puede alcanzar una dimensiones de hasta cuatro metros de altura y dos de anchura. La floración tiene lugar entre verano y otoño (en el hemisferio sur, donde se encuentra su hábitat natural, esta tiene lugar entre enero y mayo). Las flores presentan dos tonalidades: naranja y color crema, y tienen forma de cono. Sus dimensiones son 120 mm de longitud y 100 mm de diámetro.
Banksia burdetti tolera cualquier tipo de suelo, teniendo en cuenta que este tenga un buen drenaje. Una vez la planta está establecida se caracteriza por ser muy resistente, al no requerir grandes cantidades de agua.
Las hojas son alargadas y aserradas.
Las enfermedades y plagas a las que se ve expuesta esta especie son las bromas dentro de los tallos principales y en los ápices en crecimiento, así como ocasionalmente las cochinillas de la harina. También puede sufrir de una micosis causada por el oomicento Phytophthora cinnamomi (esto es comúnmente conocido como dieback, también conocido en español como «podredumbre radical»).

## Taxonomía
Banksia
B. subg. Banksia
B. sect. Banksia
B. ser. Salicinae (11 especies, 7 subespecies)
B. ser. Grandes (2 especies)
B. ser. Banksia (8 especies)
B. ser. Crocinae
B. burdettii
B. prionotes
B. hookeriana
B. victoriae